# Олів'є Бурдо
Олів'є Бурдо (фр. Olivier Bourdeaut; 3 липня 1980, Нант, Атлантична Луара, Франція) — сучасний французький письменник. Лауреат кількох престижних літературних премій за дебютний роман «Чекаючи на Боджанґлза», зокрема France Télévisions, Ґран-прі RTL-Lire. Критики знаходять у його творчості подібність до прози Селінджера і Бориса Віана.

## Біографія
Народився в Нанті, Франція, у родині нотаріуса та домогосподарки. Після коледжу працював агентом з продажу нерухомості в Нанті. Після того, як через економічну кризу втратив роботу, вирішив зосередитися на літературній творчості. Протягом двох років писав свій перший роман, але так і не зміг знайти видавця. Живучи разом з батьками в Іспанії, всього лише за сім тижнів написав невелику книжку «Чекаючи на Боджанґлза» (fr:En attendant Bojangles).
2016 року її вихід спричинив справжній фурор у літературних колах. Роман письменника-дебютанта став надзвичайно успішним, отримав чимало нагород та був перекладений більш як 15 мовами. У світі продано понад 225 тис. примірників цієї книжки.

## Українські переклади
- Чекаючи на Боджанґлза / Олів'є Бурдо ; пер. з фр. І. Славінської. — Львів: Видавництво Старого Лева, 2018. — 128 с[2].